# Squalius lucumonis
Squalius lucumonis é uma espécie de peixe actinopterígeo da família Cyprinidae.
Apenas pode ser encontrada na Itália.
Os seus habitats naturais são: rios.